# Râul Țerova, Brezovița
Râul Țerova este un curs de apă, afluent al râului Brezovița. 